# Скалка (Сімферополь)
Скалка (крим. Skalka, Oqlav) — пагорб в Сімферополі, в Київському районі, недалеко від тролейбусного кільця в Мар'їному.
Знаходиться між Ялтинською трасою та Сімферопольським водосховищем. Над опущеним меженю рівнем води знаходяться відпрепаровані скелі.
Висота становить 311 м над рівнем моря.